# Voortplantingssnelheid
De voortplantingssnelheid van een golf is de snelheid waarmee de golf zich door de ruimte voortplant. Golfvoortplanting treedt bijvoorbeeld op bij licht, geluid en golven aan het wateroppervlak. Licht en andere elektromagnetische golven kunnen zich door vacuüm voortplanten, maar de meeste typen golven hebben een medium (tussenstof) nodig: bij geluid is dat lucht of een ander samendrukbaar materiaal, en bij watergolven is dat een wateroppervlak.
De voortplantingssnelheid is afhankelijk van het medium en het type golf. De voortplantingssnelheid van licht en andere elektromagnetische golven, de lichtsnelheid, is in vacuüm een universele constante. In andere media is de waarde van de lichtsnelheid niet alleen lager dan in vacuüm, maar verschilt ook van medium tot medium afhankelijk van de brekingsindex en kan zelfs bij anisotrope media in verschillende richtingen andere waarden hebben. Ook is de lichtsnelheid voor media met dispersie frequentie-afhankelijk. De geluidssnelheid is eveneens afhankelijk van het soort materiaal en de dichtheid, en de snelheid van een golf op het wateroppervlak hangt onder meer af van de diepte en de golflengte.
De voortplantingssnelheid van een golf is in principe de snelheid waarmee een golffront zich uitbreidt. De moeilijkheid daarbij is dat een golf vaak een superpositie is, waarvan de afzonderlijke componenten verschillende voorplantingssnelheden kunnen hebben.

## Harmonische golf
Een harmonische golf in één richting, zeg de {\displaystyle x}-richting, met amplitude {\displaystyle A} en hoekfrequentie {\displaystyle \omega } [{\textstyle \mathrm {s} ^{-1}}] wordt beschreven door de uitwijking:
{\displaystyle u(x,t)=A\cos \left[\omega \left(t-{\frac {x}{v}}\right)\right]}
Daarin is {\displaystyle v} de voortplantingssnelheid.
Men schrijft vaak:
{\displaystyle u(x,t)=A\cos(\omega t-kx)},
met {\displaystyle k=\omega /v} het (cirkel)golfgetal in {\textstyle \mathrm {m} ^{-1}}.
In startpunt is {\textstyle u(0,t)=A\cos(\omega t)} met periode {\textstyle 2\pi /\omega } en op starttijd is {\textstyle u(x,0)=A\cos(kx)} met golflengte {\textstyle 2\pi /k}.
Tussen de voortplantingssnelheid {\displaystyle v} en andere grootheden bestaan de volgende betrekkingen:
{\displaystyle v={\frac {\lambda }{T}}=\lambda f={\frac {\omega }{k}}}
Hierin is {\displaystyle \lambda } de golflengte, {\displaystyle T} de periode en {\displaystyle f} de frequentie.

## Fase- en groepssnelheid
Doordat een golf meestal bestaat uit een superpositie van harmonische golven, kunnen de snelheden van de afzonderlijke componenten uiteenlopen. Men maakt daarom onderscheid in fasesnelheid en groepssnelheid. De fasesnelheid is de snelheid waarmee een punt op de golf met vaste fase zich voortplant en de groepssnelheid de snelheid waarmee de omhullende van de golf zich voortplant.
Om de begrippen te verduidelijken beschouwen we een golf die bestaat uit twee harmonische golven, voor het gemak elk met amplitude 1 en fasehoek 0, voor {\textstyle i=1,2} beschreven door:
{\displaystyle \cos(\omega _{i}t-k_{i}x)}
met cirkelfrequenties {\displaystyle \omega _{i}} en (cirkel)golfgetallen {\displaystyle k_{i}} ({\textstyle v_{i}=\omega _{i}/k_{i}}).
De superpositie van beide is:
{\displaystyle \cos(\omega _{1}t-k_{1}x)+\cos(\omega _{2}t-k_{2}x)=2\cos(\omega _{\text{fase}}t-k_{\text{fase}}x)\cos(\omega _{\text{groep}}t-k_{\text{groep}}x)}
waarin:
{\displaystyle \omega _{\text{fase}}={\tfrac {1}{2}}(\omega _{1}+\omega _{2})}
{\displaystyle \omega _{\text{groep}}={\tfrac {1}{2}}(\omega _{1}-\omega _{2})}
en
{\displaystyle k_{\text{fase}}={\tfrac {1}{2}}(k_{1}+k_{2})}
{\displaystyle k_{\text{groep}}={\tfrac {1}{2}}(k_{1}-k_{2})}

Rood blokje met fasesnelheid, groene punten met groepssnelheid: 2 op 1. Rimpels op wateroppervlak, -diepte is groot.

We zien daarin twee golfverschijnselen, een met de gemiddelde cirkelfrequentie {\displaystyle \omega _{\text{fase}}} van beiden en voortplantingssnelheid {\displaystyle v_{\text{fase}}}, de fasesnelheid, en een ander met als cirkelfrequentie {\displaystyle \omega _{\text{groep}}} het halve verschil van beiden en voortplantingssnelheid {\displaystyle v_{\text{groep}}}, de groepssnelheid. Voor ons oog verschijnt een snel fluctuerende golf met voortplantingssnelheid de fasesnelheid, waarvan de amplitude langzaam varieert volgens de tweede golf die de omhullende van de golf bepaalt. Deze omhullende plant zich voort met de groepssnelheid.
We drukken de beide snelheden uit in de basisgrootheden cirkelfrequentie en voortplantingssnelheid:
{\displaystyle v_{\text{fase}}={\frac {\omega _{\text{fase}}}{k_{\text{fase}}}}={\frac {\omega _{1}+\omega _{2}}{k_{1}+k_{2}}}={\frac {\omega _{1}+\omega _{2}}{\omega _{1}/v_{1}+\omega _{2}/v_{2}}}}
{\displaystyle v_{\text{groep}}={\frac {\omega _{\text{groep}}}{k_{\text{groep}}}}={\frac {\omega _{1}-\omega _{2}}{k_{1}-k_{2}}}={\frac {\omega _{1}-\omega _{2}}{\omega _{1}/v_{1}-\omega _{2}/v_{2}}}}
Anders geschreven:
{\displaystyle {\frac {1}{v_{\text{fase}}}}={\frac {\omega _{1}}{\omega _{1}+\omega _{2}}}{\frac {1}{v_{1}}}+{\frac {\omega _{2}}{\omega _{1}+\omega _{2}}}{\frac {1}{v_{2}}}}
{\displaystyle {\frac {1}{v_{\text{groep}}}}={\frac {\omega _{1}}{\omega _{1}-\omega _{2}}}{\frac {1}{v_{1}}}-{\frac {\omega _{2}}{\omega _{1}-\omega _{2}}}{\frac {1}{v_{2}}}}
De fasesnelheid is dus het met de frequenties gewogen harmonisch gemiddelde van de beide snelheden en de groepssnelheid het gewogen harmonisch verschil.
Daaruit zien we dat in het geval de voortplantingssnelheden {\displaystyle v_{1}} en {\displaystyle v_{2}} van de golfcomponenten gelijk zijn (amplitude wordt 2?), ook de fasesnelheid en de groepssnelheid daaraan gelijk zijn.

## Fase- en groepssnelheid bij kleurschifting
Interessant wordt het als er van dispersie sprake is, zodat de beide voortplantingssnelheden verschillen. Dan gaan ook de fase- en groepssnelheid van elkaar verschillen. In de animatie is dit duidelijk te zien.
Het algemene geval is moeilijker te analyseren. Een golfpakket kan beschreven worden door:
{\displaystyle u(x,t)=\int \limits _{-\infty }^{\infty }A(\omega )e^{i(k(\omega )x-\omega t)}\mathrm {d} \omega }
Als het golfpakket min of meer pulsvormig is, zal het spectrum {\displaystyle A} tamelijk scherp gepiekt zijn rondom een waarde {\displaystyle \omega _{\text{fase}}}. Het golfgetal kan dan ontwikkeld worden rond deze waarde:
{\displaystyle k(\omega )=k_{\text{fase}}+k'(\omega _{\text{fase}})(\omega -\omega _{\text{fase}})+\ldots }
Dat levert als benadering:
{\displaystyle u(x,t)\approx e^{i(k_{\text{fase}}x-\omega _{\text{fase}}t)}\int \limits _{-\infty }^{\infty }A(\omega )e^{i(k'(\omega _{\text{fase}})x-t)\omega }\mathrm {d} \omega }
De eerste term laat een golf zien met cirkelfrequentie {\displaystyle \omega _{\text{fase}}}, de centrale (verwachte) waarde van het spectrum. De voortplantingssnelheid daarvan, de fasesnelheid is:
{\displaystyle v_{\text{fase}}={\frac {\omega _{\text{fase}}}{k_{\text{fase}}}}}
De tweede (de integraal) stelt de groep voor. De voortplantingssnelheid daarvan, de groepssnelheid, is:
{\displaystyle v_{\text{groep}}={\frac {1}{k'(\omega _{\text{fase}})}}=\left.{\frac {\partial \omega }{\partial k}}\right|_{k=k_{\text{fase}}}}
De groepssnelheid wordt algemeen gedefinieerd als:
{\displaystyle v_{\text{groep}}={\frac {\partial \omega }{\partial k}}}
In het bovenstaande discrete geval van twee harmonische golven, moet dit als het genoemde differentiequotiënt ({\textstyle v_{\text{groep}}={\frac {\omega _{\text{groep}}}{k_{\text{groep}}}}={\frac {\omega _{1}-\omega _{2}}{k_{1}-k_{2}}}}) geïnterpreteerd worden.
Daarmee kan de volgende relatie (Rayleigh) afgeleid worden:
{\displaystyle v_{\text{groep}}=v_{\text{fase}}+k_{\text{fase}}{\frac {\mathrm {d} v_{\text{fase}}}{\mathrm {d} k_{\text{fase}}}}}
Omdat
{\displaystyle k_{\text{fase}}={\frac {2\pi }{\lambda }}}
luidt deze betrekking in termen van de golflengte {\displaystyle \lambda }:
{\displaystyle v_{\text{groep}}=v_{\text{fase}}-\lambda {\frac {\mathrm {d} v_{\text{fase}}}{\mathrm {d} \lambda }}}